# Mohadese Mirzaee
Mohadese Mirzaee (Afganistan, 1998) és una pionera pilot d'avió comercial afganesa.
Va estudiar al Canadà, on va haver de treballar de caixera i cambrera per poder-se pagar les classes de vol. És pilot d'avió des del setembre del 2020. Quan va tornar a l'Afganistan li va costar trobar feina. El 24 de febrer del 2021 va pilotar un Boeing 737 de Kam Air en el que va ser el primer vol d'Afganistan amb tripulació exclusivament femenina. Amb el retorn dels talibans al poder de l'Afganistan va abandonar el país com a passatgera d'un avió. Es va refugiar a Bulgària, amb la intenció de tornar a pilotar. La seva mare i germana es van refugiar a Albània.
Va formar part de la llista de les 100 dones més influents del 2021 segons la BBC per la seva defensa de la igualtat entre homes i dones.